# Bauang
Bauang è una municipalità di prima classe delle Filippine, situata nella Provincia di La Union, nella Regione di Ilocos.
Bauang è formata da 39 baranggay:
- Acao
- Baccuit Norte
- Baccuit Sur
- Bagbag
- Ballay
- Bawanta
- Boy-utan
- Bucayab
- Cabalayangan
- Cabisilan
- Calumbaya
- Carmay
- Casilagan
- Central East (Pob.)
- Central West (Pob.)
- Dili
- Disso-or
- Guerrero
- Lower San Agustin
- Nagrebcan

- Pagdalagan Sur
- Palintucang
- Palugsi-Limmansangan
- Parian Este
- Parian Oeste
- Paringao
- Payocpoc Norte Este
- Payocpoc Norte Oeste
- Payocpoc Sur
- Pilar
- Pottot
- Pudoc
- Pugo
- Quinavite
- Santa Monica
- Santiago
- Taberna
- Upper San Agustin
- Urayong